# Harry Kewell
Harold "Harry" Kewell (nascut a Sydney, Nova Gal·les del Sud, Austràlia el 22 de setembre de 1978), és un exjugador de futbol australià. Jugà al Liverpool, el Galatasaray i el Melbourne Heart FC de la Hyundai A-League, entre d'altres, normalment com a mitja punta o davanter.
També va ser internacional amb selecció de futbol d'Austràlia d'ençà que debutà l'any 1996 i va participar en dues Copes del Món.
Trajectòria com a entrenador:
- 2015–2017 Watford FC (futbol base)
- 2017–2018 Crawley Town
- 2018 Notts County FC